# Discolobium paucijugum
Discolobium paucijugum är en ärtväxtart som beskrevs av Carl Ernst Otto Kuntze. Discolobium paucijugum ingår i släktet Discolobium och familjen ärtväxter. Inga underarter finns listade i Catalogue of Life.